# Sarassará-de-pernas-ruivas
A Sarassará-de-pernas-ruivas (Camponotus rufipes) é uma formiga, de coloração castanho-escura, com pernas ruivo-amareladas e corpo provido de finos pêlos ruivos. As operárias de tal espécie medem cerca de 6 mm de comprimento. De hábitos noturnos, atacam colmeias e constroem ninhos no chão em forma de um monte de grama seca, com cerca de 20-30 cm de diâmetro.
São formigas muito comuns no Sudeste Brasileiro, e muito agressivas, que aplicam mordidas doloridas acompanhadas da secreção no local de veneno que pode provocar queimaduras discretas. Não possuem ferrão, e seu veneno é essencialmente composto de ácido fórmico . 

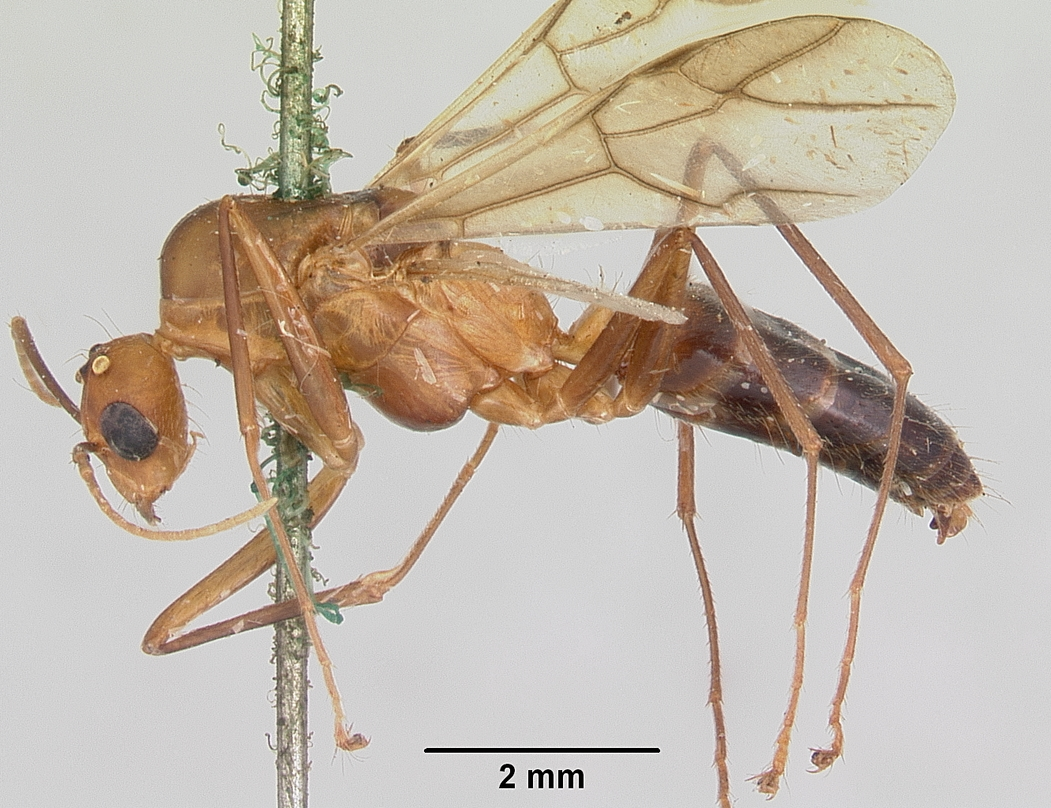
Espécime alado em coleção.

Trata-se de uma espécie ainda pouco estudada de formigas, com poucos estudos sobre sua biologia. Os machos (vide imagem ao lado) apresentam quatro fases larvais, que possuem diversos tipos de pêlos com um papel em seu ciclo de vida . 
Segundo o Dicionário de Tupi Antigo, o nome sarassará vem do tupi sarará.